# Peperomia poasana
Peperomia poasana är en pepparväxtart som beskrevs av C. Dc. och Th. Dur. & Pitt.. Peperomia poasana ingår i släktet peperomior, och familjen pepparväxter. Inga underarter finns listade i Catalogue of Life.